# Wilhelm Sterk
Wilhelm Sterk (geboren 28. Juni 1880 in Budapest Österreich-Ungarn; gestorben wahrscheinlich am 11. Oktober 1944 im KZ Auschwitz-Birkenau), auch Willy, Willi, Vilmos Sterk, war ein ungarischstämmiger, österreichischer Bühnenautor und Operetten-Librettist.
Er schrieb auch unter dem Künstlernamen Arthur MacKellington.

## Leben und Wirken
Wilhelm Sterk wohnte seit seiner Jugend in Wien und arbeitete dort als Librettist für musikalische Werke. Zwischen 1907 und 1937 verfasste er zahlreiche Libretti und Gesangstexte für verschiedene Operetten von Komponisten wie Leo Ascher, Edmund Eysler, Richard Fall, Leon Jessel, Georg Jarno, Karl Loube, Rudolf Nelson, Robert Stolz und Carl Michael Ziehrer.
Sterk arbeitete auch mit dem Schauspieler und Kabarettisten Fritz Grünbaum zusammen und schrieb mit ihm, neben Texten für das Kabarett Hölle in Wien, auch einige Lustspiele und Revuen. Das Lustspiel Dorine und der Zufall, das 1923 am Neuen Theater am Zoo in Berlin uraufgeführt wurde, verfilmte Fritz Freisler für die Sascha-Film in Wien 1928 noch stumm mit Ernö Verebes und Hans Thimig in den Hauptrollen.
Sterk arbeitete als Librettist auch mit Kollegen wie Friedrich Liebstöckl, Fritz Löhner-Beda, Ernst Steffan, Rudolf Österreicher und Alfred Maria Willner zusammen. So schrieb er mit Willner das Libretto zur Ernst Steffans Operette Agri; mit Österreicher die Libretti zu Das dumme Herz und zu Yvette und ihre Freunde.
Sterk war Mitbegründer und Spielleiter der Künstlerspiele Pan, die 1919 in Wien 1, Riemergasse eröffnet wurden.
Sterk wirkte auch als Schlagerdichter. Engere Zusammenarbeit ergab sich dabei mit den Komponisten Willy Engel-Berger und Artur Marcell Werau, mit welchen er jeweils mehrere erfolgreiche Schlager verfasste. Bekannt wurde z. B. von ersterem der galante Slow-fox Ein bißchen Seide und darin Du, von letzterem das frivole Foxtrott-Lied Du hast mir meine Frau gestohlen, danke sehr!, dessen Text er zusammen mit Fritz Löhner-Beda schrieb.
Viele von den Komponisten, für die Sterk arbeitete, waren Juden, die nach 1933 in Deutschland und 1938 nach dem Anschluss Österreichs auch dort verfolgt wurden. Sterk geriet ebenfalls wegen seiner jüdischen Herkunft in die Isolation, obschon er 1912 aus dem Judentum ausgetreten war. Seine letzte Adresse in Wien war Schaumburgergasse 10/15. Am 5. Januar 1943 wurde er aus Wien ins Ghetto Theresienstadt deportiert. Bis 1944 nahm er an den in Theresienstadt veranstalteten Theateraktivitäten teil.
Am 9. Oktober 1944 wurde er nach Auschwitz deportiert, wo er wahrscheinlich gleich nach der Ankunft am 11. Oktober umgebracht wurde.

## Werke (Auswahl)

### Bühnenwerke

#### Operetten
- Das Musikantenmädel, Operette. Libretto: Bernhard Buchbinder. Musik: Georg Jarno. Gesangstexte, (mit Fritz Grünbaum). Uraufführung 1910 am Theater in der Josefstadt in Wien.
- Der Märchenprinz. Operette in 3 Akten (nach E. v. Gatti) / von A. M. Willner. Text d. Gesänge von Wilh. Sterk. Musik von Heinrich Berté. 68 S.; 8° - München ; Berlin: Drei Masken-Verlag 1913
- Das dumme Herz. Operettenzyklus mit drei Bildern von Rudolf Österreicher und Wilhelm Sterk. Musik von Carl Michael Ziehrer. Erstaufführung am 27. Februar 1914 im Johann-Strauss-Theater Wien.
- Mein Annerl. Operette in 3 Akten, Libretto: Fritz Grünbaum und Wilhelm Sterk, Musik von Georg Jarno. Uraufführung 1916 in Wien.
- Der Favorit. Operette in 3 Akten, Libretto: Fritz Grünbaum und Wilhelm Sterk, Musik: Robert Stolz, 1916
- Ein modernes Mädel. Operette in 3 Akten, Libretto: Fritz Grünbaum und Wilhelm Sterk, Musik: Leon Jessel, 1918[9]
- Dorine und der Zufall. Musikalisches Lustspiel. Libretto: Fritz Grünbaum und Wilhelm Sterk, Musik: Jean Gilbert, 1922[10]
- Des Königs Nachbarin. Singspiel. Libretto: Fritz Grünbaum und Wilhelm Sterk, Musik: Leon Jessel, 1923[11]
- Agri. Operette in 3 Akten. Libretto: Alfred Maria Willner u. Wilh. Sterk, Musik: Ernst Steffan. Wien: Doblinger 1924
- Pusztaliebchen. Operette in 3 Akten von Wilhelm Sterk. Musik von Michael Krasznay-Krausz. UA: 19. Dezember 1924, Johann Strauß-Theater, Wien
- Ich hab’ dich lieb. Operette von Wilh. Sterk, Musik: Leo Ascher, 1926[12]
- Rosen aus Schiras. Operette in 3 Akten / v. Fritz Grünbaum u. Wilhelm Sterk. Musik v. Frank Stafford. Als Ms. gedr. 96 S.; 8°- Berlin : Brüll 1927
- Yvette und ihre Freunde. Operette in 3 Akten / von Rudolf Österreicher u. Wilhelm Sterk. Musik von Michael Krasznay-Krausz. München: Drei Masken Verlag 1927
- Es lebe die Liebe! (Eine Woche Glück); Operette in 6 Bildern (nach e. Novelle v. Alexander Engel) / v. Wilhelm Sterk. Musik v. Max Niederberger. Als Ms. vervielf. 148 S.; 8° - Berlin: Alrobi-Musikverl. 1930
- Die goldene Mühle. Musikalisches Volksstück in drei Akten. Libretto: (nach Carl Costa) Wilhelm Sterk, mit Hugo Wiener, Musik: Leon Jessel, uraufgeführt in Olten/Schweiz 1936[13]

#### Lustspiele
- Sturmidyll. Lustspiel, 1914 (uraufgef. am Dt. Volkstheater, Wien)
- Liebe – unmodern! Lustspiel, 1931[14]
- Alle Wege führen zur Liebe. Lustspiel, 1932[15]
- Krieg den Frauen! o. J.

### Schlager- u. Liedtexte
- Blonde Maus. Shimmy und Foxtrott, Musik: Artur Marcell Werau, Text: Wilhelm Sterk
- Da fällt vom Himmel ein Stückerl Musik. Wienerlied / Musik von Willy Engel-Berger
- Das Herz ist nur ein Uhrwerk. Lied aus Das dumme Herz  / Musik von Carl Michael Ziehrer, Text: Wilhelm Sterk
- Das ist der rote Lippenstift. Slow-fox / Musik: Willy Engel-Berger, Text von Willi Sterk.
- Das Mädel ist nicht ohne. Musik von Ferdinand Leopoldi / Worte von Wilhelm Sterk. 1920.
- Du hast mir meine Frau gestohlen, danke sehr! Lied u. Foxtrot / Musik: Artur Marcell Werau, Text [mit Fritz Löhner-Beda]
- Du sollst der Kaiser meiner Seele sein. Lied aus der Operette Der Favorit / Musik: Robert Stolz, Text: [mit Fritz Grünbaum] (1916)
- Ein bisschen Seide und darin du. Lied u. Foxtrot / Musik v. Willy Engel-Berger
- Ein Tango mit Dir. Lied u. Tango / Musik: Dol Dauber [T: Wilhelm Sterk]
- Heut möcht ich ein Räuscherl krieg’n. Wienerlied / Musik: Karl Hajos [T: Wilhelm Sterk] Leipzig: Doblinger, 1920.
- Ich hätte dich so gerne noch einmal geseh’n … Lied u. Tango / Musik v. Willy Engel-Berger
- In der blauen Nacht. Lied u. Slow-Fox / Musik: Karl Loubé; Text: [mit Hanns Wilstatt], 1933
- Liebelei. Lied aus der Operette Die dumme Liebe / Musik v. Willy Engel-Berger, 5 S., ill. brosch. Wien: Wiener Bohème Verlag 1920
- Sie seh’n heut wieder reizend aus. Lied u. Tango / Musik von W. Engel-Berger
- Wien wird bei Nacht erst schön. Wiener Lied /  Musik von Robert Stolz

### Deutsche Bearbeitungen ausländischer Werke
- Tango um Mitternacht : Operette in 3 Akten mit e. Vorsp. / von István Békeffy; László Vadnay. Dt. Bearb. u. Gesangstexte von Wilhelm Sterk. Musik von Karl Komjáti. Leipzig; Berlin; Wien: Weinberger 1932. Umfang/Format 31 S.; kl. 8°
- Du bist mein! (Till we meet again). Boston-Lied /  Richard A. Whiting – Deutscher Text von Wilhelm Sterk. Instr. von Kurt Lubbe. Leipzig [u. a.] Brüll [u. a.] 1919
- Mein Liebling geht vorbei (My Sweetie Went Away). Foxtrottlied / Roy Turk und Lou Handman – Deutscher Text von Wilhelm Sterk. Berlin: Roehr 1923[16]

### Romane
- Rifka Perl. Ein Liebesroman aus Galizien. Wien, Verlag Frisch & Co.[17], 1920

- Dreißig-Minuten-Roman. Erzählung, publ. 1935 im „Neuen Wiener Journal“[18]

## Tondokumente
a) Operette
- Das ist das alte Lied von jungen Leuten, daß ein Malheur passiert in Frühlingszeiten: aus dem musikalischen Lustspiel „Dorine und der Zufall“ / Fritz Grünbaum und Wilhelm Sterk – Musik von Jean Gilbert: Tanz-Tournier-Orchester Fr. Kark. Homokord 8097 (Matrizennummer M 50 689), Format 30 cm.
- Das ist das alte Lied von jungen Leuten [daß ein Malheur passiert in Frühlingszeiten]: aus dem musikalischen Lustspiel „Dorine und der Zufall“ / Fritz Grünbaum und Wilhelm Sterk – Musik von Jean Gilbert: Orchester Marek Weber. Parlophon P. 1411-I (mx. Z 6075) – 1922. Format 30 cm.
- Es ist dir Eine für’s Leben gegeben. Marschlied aus: Des Königs Nachbarin. Singspiel aus dem deutschen Rokoko (M: Léon Jessel/T: Fritz Grünbaum/Wilhelm Sterk) Vox-Tanz-Orchester. Vox 1389-A
- Madame, Madame, was hat sie heute an. Foxtrott aus: Des Königs Nachbarin. Singspiel aus dem deutschen Rokoko (M: Léon Jessel/T: Fritz Grünbaum/Wilhelm Sterk) Vox-Tanz-Orchester. Vox 1389-B, aufgen. Juni 1923, released 1924.
- Sündig und süss. Tango a.d. Operette “Rosen aus Schiras” (Frank Stafford) Saxophon-Orchester Dobbri. Beka B. 6236-II (mx. 34 268), aufgen. Berlin, Oktober 1928.

b) Schlager
- Da fällt vom Himmel ein Stückerl Musik. Wienerlied / Willy Engel-Berger, Text: Wilhelm Sterk. Edith-Lorand-Orchester. Beka B. 6454 (Matrizennummer 34 813)
- Das ist der rote Lippenstift. Slow-fox / Musik: Willy Engel-Berger, Text von Willi Sterk. Saxophon-Orchester mit Refraingesang. Kalliope Electro K 1120* (mx. Zw ?       )
- Du bist mein! (Till we meet again). Boston-Lied / Richard A. Whiting – Deutscher Text: Wilhelm Sterk. Harry Steier, mit Orchesterbegleitung. Beka B. 6750 (Matrizennummer 37 275)
- Ein bisschen Seide und darin du / Musik: Willy Engel-Berger, Text: Wilhelm Sterk. Hermann Leopoldi, Klavierhumorist. Humorous in German with piano. The Gramophone Co., (Czechoslovakia) Limited: Spol.S.R.O., at Aussig. „Gramola“ Record AM 2229 / 9-942.010 (Matrizennummer V 606-I)
- Ein Tango mit Dir; Lied u. Tango [Musik: Dolfi Dauber – Worte: W. Sterk) Orchester Marek Weber, Gesang Austin Egen. Electrola E.G. 1615 / 60-609 (mx. BN 818-2)
- Ich hätte dich so gerne noch einmal geseh’n … / Text v. Wilhelm Sterk – Musik v. Willy Engel-Berger: Jacques Rotter, Tenor in German with orch. The Gramophone Company (Czechoslovakia) Limited. Spol. S.R.O. Aussig „Gramola“ Record AM 1256 / 942.886 (Matrizennummer Bk 3003-I)
- Ich hätte dich so gerne noch einmal geseh’n … / Text v. Wilhelm Sterk – Musik v. Willy Engel-Berger: Tanz-Orchester Dajos Béla mit Refraingesang. Odeon O-2596 (Matrizennummer Be 7238)
- Mein Liebling geht vorbei / Engel-Berger – Wilhelm Sterk. Otto Neuman mit Orchesterbegleitung. Columbia Graphophone Co., Limited – London, E.C. 1. Columbia D 30 733 (Matrizennummer WA 8409)
- Sie seh’n heut wieder reizend aus: Lied u. Tango / W. Engel-Berger, Text: Wilhelm Sterk. Tanz-Orchester Dajos Béla, mit Gesang. Odeon A 45 611 (Matrizennummer Be 7732-2), aufgen. Dezember 1928
- Wien wird bei Nacht erst schön / Musik von Robert Stolz, Text von Wilhelm Sterk. Gesungen von Josef Weisse [Austrian. Ten. w. orch.] Begleitung: Salonorchester D'Geigerbuben, Wien. Favorite 1-027 278 (Matrizennummer 15 671)
- Wien wird bei Nacht erst schön: Wiener Lied / Text von Wilhelm Sterk – Musik von Robert Stolz. Gesungen von Bernhard Bötel. Deutsch. Tenor. Schallplatte „Grammophon“ 13 542 / 942.780 (Matrizennummer 18 757 L)

## Hörbeispiele
- Das ist das alte Lied von jungen Leuten [daß ein Malheur passiert in Frühlingszeiten]: aus dem musikalischen Lustspiel „Dorine und der Zufall“ / Fritz Grünbaum und Wilhelm Sterk – Musik von Jean Gilbert: Orchester Marek Weber. Parlophon P. 1411-I (mx. Z 6075) – aufgen. 28. Oktober 1922 Format 30 cm.
- Sündig und süss. Tango a.d. Operette “Rosen aus Schiras” (Frank Stafford) Saxophon-Orchester Dobbri. Beka B. 6236-II (mx. 34 268), aufgen. Berlin, Oktober 1928
- Du hast mir meine Frau gestohlen / Musik: Artur Marcell Werau, Text: Fritz Löhner-Beda und Wilhelm Sterk. Saxophon-Orchester Dobbri mit Gesang. (Österr.) Beka 37 085
- Sie seh’n heut wieder reizend aus, gnädige Frau! Lied u. Tango (W. Engel-Berger – Wilh. Sterk), Tanz-Orchester Dajos Béla mit Refraingesang [Alfred Strauss]. Odeon A 45 611 (Matrizennummer Be 7732-2), aufg. Berlin 1929
- Ein bisschen Seide und darin du / Musik: Willy Engel-Berger, Text: Wilhelm Sterk. Hermann Leopoldi, Klavierhumorist. „Gramola“ Record AM 2229 / 9-942.010 (Matrizennummer BV 606-I), aufgen. c. 1930
- Du sollst der Kaiser meiner Seele sein! Lied aus der Operette: „Der Favorit“ (Musik: Robert Stolz, Text: F.Grünbaum und W.Sterk). Greta Keller, Gesang, mit Orchester u. Ltg. v. Peter Kreuder. Telefunken A. 1833 (mx. 20 843)
- Wien wird bei Nacht erst schön: Wiener Lied / Text von Wilhelm Sterk – Musik von Robert Stolz. Gesungen von Eric Helgar, begleitet von Adalbert Lutter und seinem Orchester. Telefunken A.2362 / mx. 22 388, aufgen. Berlin 1937.
- „Das Herz ist nur ein Uhrwerk“ aus „Das dumme Herz“ von Carl Michael Ziehrer. Georg Hann, Bass mit Rundfunk-Sinfonieorchester Berlin, Leitung Hanns Steinkopf.  vor 1950